# Wiesenbach, Bayern
Wiesenbach är en kommun i Landkreis Günzburg i Regierungsbezirk Schwaben i förbundslandet Bayern i Tyskland. 
Kommunen bildades 1 maj 1978 genom en sammanslagning av kommunerna Oberegg, Oberwiesenbach med Unterwiesenbach. Namnet ändrades till det nuvarande 31 oktober 1978.
Kommunen ingår i kommunalförbundet Krumbach (Schwaben) tillsammans med kommunerna Aletshausen, Breitenthal, Deisenhausen, Ebershausen och Waltenhausen.